# Micro-percussion
La micro-percussion (ou gravure par percussion) est une technologie de marquage permanent qui déforme la matière grâce à un outil vibrant.

## Configurations
Le marquage par micro-percussion se réalise avec une machine-outil, qui se décline en configurations adaptées à l'environnement industriel ciblé :
- la machine micro-percussion d'établi,
- la machine micro-percussion portable,
- la machine micro-percussion intégrée.

## Techniques
Le marquage par micro-percussion peut être pneumatique ou électromagnétique.

## Applications
La micro-percussion est utilisée, dans les chaînes de production industrielles, pour marquer des produits.
Le marquage peut être un texte, un nombre, un logo ou encore un code Datamatrix.
Le marquage peut servir par exemple à sécuriser un produit.
Dans le domaine de la personnalisation, la micro-percussion permet de singulariser les pièces (cadeaux, bijouterie).

## Caractère innovant
Le marquage par micro-percussion participe à l'innovation générique industrielle dans le sens où il permet d'assurer la traçabilité des produits identifiés, d'augmenter la productivité et de développer de nouvelles applications comme la personnalisation. 